# Ritratto di Madame Cézanne
Ritratto di Madame Cézanne è un dipinto a olio su tela (81 x 65 cm) realizzato nel 1890 circa dal pittore Paul Cézanne.
È conservato nel Musée de l'Orangerie di Parigi.